# NK Voćin
NK Voćin je nogometni klub iz Voćina.
Trenutačno se natječe u Premijer ŽNL Virovitičko-podravskoj.

## Poznati igrači
- Antun Marković[1]